# Andrzej Kostrzewa
Pour les articles homonymes, voir Kostrzewa.
Andrzej Piotr Kostrzewa, né le 31 juillet 1958 est un escrimeur polonais, pratiquant le sabre.

## Biographie
Andrzej Kostrzewa est affilié au club Zagłębia de Konin entre les années 1972 et 1983. Il devient en 1982 vice-champion d'Europe, derrière son compatriote de club Tadeusz Pigula.

## Palmarès

### Jeux olympiques
- 1988 à Séoul
  - 5e en équipe
- 1980 à Moscou
  - 9e en individuel et 4e en équipe

### Championnats du monde
- 1986 à Sofia
  -  Médaille d'argent par équipes
- 1981 à Clermont-Ferrand
  -  Médaille de bronze par équipes
- 1979 à Melbourne
  -  Médaille de bronze par équipes

### Championnats d'Europe
- 1982 à Mödling
  -  Médaille d'argent en sabre individuel

### Championnats de Pologne
- en 1982 et 1987, en individuel:
  - 2  Champion de Pologne de sabre